# Deborah Cox
Deborah Cox (Toronto, 13 de julio de 1974) es una cantante, compositora y actriz canadiense de r&b/soul. Su canción de 1998 "Nobody's Supposed to Be Here" tiene el récord de ser el sencillo número uno de más larga duración en el Hot R&B/Hip-Hop Singles & Tracks de la revista Billboard (por 14 semanas), un récord de casi ocho años. Ha puesto en las listas de la Hot Dance Club Play de Billboard doce números uno, y es a menudo citada como una de las artistas canadienses de R&B más importantes.
Ha recibido varios premios y nominaciones, entre ellos tres premios Juno a la mejor grabación R&B/Soul por Deborah Cox en 1996, por "Things Just Ain't the Same" en 1998 y por One Wish en 1999; además, ha recibido otras cinco nominaciones al mismo galardón en distintas categorías, mientras que su disco Destination Moon recibió una nominación al Premio Grammy al mejor arreglo para álbum en 2008.

## Discografía

### Álbumes de estudio
| Año                                                     | Detalles del álbum                             | Máxima posición en listas | Máxima posición en listas | Máxima posición en listas | Máxima posición en listas | Máxima posición en listas | Máxima posición en listas | Máxima posición en listas | Certificaciones (Ventas) |
| Año                                                     | Detalles del álbum                             | EUA                       | EUA R&B                   | EUA Heat                  | EUA Jazz                  | US Indie                  | CAN                       | CAN R&B                   | Certificaciones (Ventas) |
| ------------------------------------------------------- | ---------------------------------------------- | ------------------------- | ------------------------- | ------------------------- | ------------------------- | ------------------------- | ------------------------- | ------------------------- | ------------------------ |
| 1995                                                    | Deborah Cox - Sello discográfico: Arista       | 102                       | 25                        | 1                         | —                         | —                         | —                         | —                         | - RIAA: Oro              |
| 1998                                                    | One Wish - Sello discográfico: Arista          | 72                        | 14                        | 1                         | —                         | —                         | —                         | —                         | - RIAA: Platino          |
| 2002                                                    | The Morning After - Sello discográfico: J      | 38                        | 7                         | —                         | —                         | —                         | —                         | —                         |                          |
| 2007                                                    | Destination Moon - Sello discográfico: Decca   | 175                       | 24                        | —                         | 3                         | —                         | —                         | 30                        |                          |
| 2008                                                    | The Promise - Sello discográfico: Deco / Image | 106                       | 14                        | —                         | —                         | 8                         | 95                        | 9                         |                          |
| "—" denota que el lanzamiento no apareció en las listas |                                                |                           |                           |                           |                           |                           |                           |                           |                          |

### Bandas sonoras
| Álbum | Detalles del álbum                                                                      |
| ----- | --------------------------------------------------------------------------------------- |
| 2012  | Jekyll & Hyde 2012 Concept Recording - Fecha de lanzamiento: 2012 - Sello discográfico: |

### Remezclas
| Año  | Detalles del álbum                                                          | Máxima posición en listas | Máxima posición en listas |
| Año  | Detalles del álbum                                                          | EUA R&B                   | EUA Elec                  |
| ---- | --------------------------------------------------------------------------- | ------------------------- | ------------------------- |
| 2003 | Remixed - Fecha de lanzamiento: 22 de julio de 2003 - Sello discográfico: J | 85                        | 4                         |

### Álbumes compilatorios
| Año  | Detalles del álbum |
| ---- | --- |
| 2004 | Ultimate Deborah Cox - Fecha de lanzamiento: 18 de mayo de 2004 - Sello discográfico: BMG Heritage                                |
| 2013 | Playlist: The Very Best of Deborah Cox - Fecha de lanzamiento: 15 de octubre de 2013 - Sello discográfico: Sony Legacy Recordings |

### Sencillos
| 1995 | «Sentimental»                                       | 27 | 4   | 33 | 31 | 34 | 49 | 46 |                | Deborah Cox                   |
| 1996 | «Who Do U Love»                                     | 17 | 12  | 1  | 15 | 31 | 10 | 2  |                | Deborah Cox                   |
| 1996 | «Where Do We Go from Here»                          | 48 | 28  | —  | 37 | —  | —  | 20 |                | Deborah Cox                   |
| 1996 | «The Sound of My Tears»                             | 97 | 51  | —  | —  | —  | —  | —  |                | Deborah Cox                   |
| 1996 | «It Could've Been You»                              | —  | —   | 19 | —  | —  | —  | —  |                | Deborah Cox                   |
| 1996 | «Just Be Good to Me»                                | —  | —   | 8  | —  | —  | —  | —  |                | Deborah Cox                   |
| 1997 | «Things Just Ain't the Same»                        | 56 | 28  | 1  | 29 | —  | —  | —  |                | Money Talks (banda sonora)    |
| 1998 | «Nobody's Supposed to Be Here» †                    | 2  | 1   | 1  | 8  | 55 | —  | —  | - EUA: Platino | One Wish                      |
| 1999 | «It's Over Now»                                     | 70 | 20  | 1  | —  | 49 | —  | —  |                | One Wish                      |
| 1999 | «We Can't Be Friends» (con R. L. Huggar)            | 8  | 1   | —  | —  | —  | —  | —  | - EUA: Oro     | One Wish                      |
| 2000 | «I Never Knew»                                      | —  | —   | 1  | —  | —  | —  | —  |                | One Wish                      |
| 2000 | «Same Script, Different Cast» (con Whitney Houston) | 70 | 14  | 4  | —  | —  | —  | —  |                | Whitney: The Greatest Hits    |
| 2001 | «Absolutely Not»                                    | —  | —   | 1  | —  | —  | —  | —  |                | Dr. Dolittle 2 (banda sonora) |
| 2002 | «Mr. Lonely»                                        | —  | —   | 1  | —  | —  | —  | —  |                | The Morning After             |
| 2002 | «Up & Down (In & Out)»                              | —  | 58  | —  | —  | —  | —  | —  |                | The Morning After             |
| 2003 | «The Morning After»                                 | —  | 63  | —  | —  | —  | —  | —  |                | The Morning After             |
| 2003 | «Play Your Part»                                    | —  | —   | 1  | —  | —  | —  | —  |                | The Morning After             |
| 2003 | «Something Happened on the Way to Heaven»           | 95 | —   | —  | —  | —  | —  | —  |                | Remixed                       |
| 2004 | «Easy as Life»                                      | —  | —   | 24 | —  | —  | —  | —  |                | Sencillos sin álbum           |
| 2006 | «House Is Not a Home»                               | —  | —   | 1  | —  | —  | —  | —  |                | Sencillos sin álbum           |
| 2007 | «Everybody Dance (Clap Your Hands)»                 | —  | —   | 17 | —  | —  | —  | —  |                | Sencillos sin álbum           |
| 2008 | «Did You Ever Love Me»                              | —  | 69  | —  | —  | —  | —  | —  |                | The Promise                   |
| 2008 | «Beautiful U R»                                     | —  | —   | 1  | 10 | —  | —  | —  | - CAN: Platino | The Promise                   |
| 2009 | «Saying Goodbye»                                    | —  | 109 | —  | —  | —  | —  | —  |                | The Promise                   |
| 2011 | «If It Wasn't For Love»                             | —  | —   | 1  | —  | —  | —  | —  |                | TBA                           |
| 2012 | «No Labels Anthem»                                  | —  | —   | —  | —  | —  | —  | —  |                | TBA                           |
| 2013 | «Higher» (junto a Paige)                            | —  | —   | 1  | —  | —  | —  | —  |                | TBA                           |
| 2015 | «Kinda Miss You»                                    | —  | —   | —  | —  | —  | —  | —  |                | TBA                           |
| "—" denota que el lanzamiento no apareció en las listas † - Vendió en Estados Unidos más de un millón de unidades. |                                                     |    |     |    |    |    |    |    |                |                               |

### Colaboraciones
| 2009                                                    | «Leave the World Behind» (Swedish House Mafia & Laidback Luke junto a Deborah Cox) | 40 | 39 | Until One           |
| 2012                                                    | «Remember Me (From the Ghetto)» (George Vector junto a Deborah Cox)                | —  | —  | Sencillos sin álbum |
| 2015                                                    | «Everywhere» (MYNC & Mario Fischetti junto a Deborah Cox)                          | 8  | —  | Sencillos sin álbum |
| "—" denota que el lanzamiento no apareció en las listas |                                                                                    |    |    |                     |